# 대칭 중선

대칭 중선과 대칭 중점

기하학에서 대칭 중선(對稱中線, 영어: symmedian 시미디언[*])은 주어진 삼각형의 각 꼭짓점을 지나는 중선을 같은 꼭짓점에서의 내각 이등분선에 대하여 반사시켜 얻는 직선이다. 즉, 대칭 중선은 중선의 등각 켤레선이다. 대칭 중점(對稱中點, 영어: symmedian point) 또는 르무안 점(영어: Lemoine point) 또는 그레베 점(영어: Grebe point)은 주어진 삼각형의 세 대칭 중선이 공통으로 지나는 점이다. 즉, 대칭 중점은 무게 중심의 등각 켤레점이다.

## 정의
삼각형 {\displaystyle ABC}의 대칭 중선은 중선의 등각 켤레선이다. 즉, 각 꼭짓점 {\displaystyle A}, {\displaystyle B}, {\displaystyle C}을 지나는 중선의, 내각 {\displaystyle \angle A}, {\displaystyle \angle B}, {\displaystyle \angle C}의 이등분선에 대한 반사상이다. 삼각형 {\displaystyle ABC}의 대칭 중점 {\displaystyle K}은 무게 중심의 등각 켤레점이다. 즉, 세 대칭 중선의 교점이다.

## 성질
직각 삼각형의 대칭 중점은 직각 꼭짓점을 지나는 빗변의 수선의 중점이다.:59, §7.4, (i)
대칭 중점은 삼각형의 세 변과의 거리의 제곱의 합이 가장 작은 점이다.:75, Exercise 7.3 삼각형 {\displaystyle ABC}의 세 변의 길이를 {\displaystyle a=BC}, {\displaystyle b=AC}, {\displaystyle c=AB}라고 하고, 넓이를 {\displaystyle S}라고 하고, 브로카르 각을 {\displaystyle \omega }라고 하자. 그렇다면 대칭 중점 {\displaystyle K}와 세 변 {\displaystyle BC}, {\displaystyle AC}, {\displaystyle AB} 사이의 거리는 다음과 같다.:268, §[XVI.]438
{\displaystyle d(K,BC)={\frac {1}{2}}a\tan \omega ={\frac {2aS}{a^{2}+b^{2}+c^{2}}}}
{\displaystyle d(K,AC)={\frac {1}{2}}b\tan \omega ={\frac {2bS}{a^{2}+b^{2}+c^{2}}}}
{\displaystyle d(K,AB)={\frac {1}{2}}c\tan \omega ={\frac {2cS}{a^{2}+b^{2}+c^{2}}}}
삼각형 {\displaystyle ABC}의 대칭 중선 {\displaystyle AK_{A}}, {\displaystyle BK_{B}}, {\displaystyle CK_{C}}의 발을 {\displaystyle K_{A}}, {\displaystyle K_{B}}, {\displaystyle K_{C}}라고 하고, 대칭 중점을 {\displaystyle K}라고 하자. 그렇다면 다음이 성립한다.:76, Exercise 7.4
{\displaystyle {\frac {AK}{KK_{A}}}={\frac {b^{2}+c^{2}}{a^{2}}}}
{\displaystyle {\frac {BK}{KK_{B}}}={\frac {a^{2}+c^{2}}{b^{2}}}}
{\displaystyle {\frac {CK}{KK_{C}}}={\frac {a^{2}+b^{2}}{c^{2}}}}
삼각형 {\displaystyle ABC}의 각 꼭짓점 {\displaystyle A}, {\displaystyle B}, {\displaystyle C}을 지나는 대변의 수선의 발을 {\displaystyle H_{A}}, {\displaystyle H_{B}}, {\displaystyle H_{C}}라고 하자. 그렇다면 {\displaystyle A}, {\displaystyle B}, {\displaystyle C}을 지나는 대칭 중선은 각각 수심 삼각형의 변 {\displaystyle H_{B}H_{C}}, {\displaystyle H_{A}H_{C}}, {\displaystyle H_{A}H_{B}}를 이등분한다.:60, §7.4, (ii)
삼각형 {\displaystyle ABC}의 한 꼭짓점 {\displaystyle A}를 지나는 대칭 중선은 남은 두 꼭짓점 {\displaystyle B}, {\displaystyle C}에서의 외접원의 접선의 교점을 지난다.:60, §7.4, (iii) 제르곤 삼각형의 대칭 중점은 제르곤 점이다. 이는 위 명제의 따름정리이다.
증명:
외접원의 {\displaystyle B}, {\displaystyle C}에서의 접선의 교점을 {\displaystyle D}라고 하자. {\displaystyle D}를 중심으로 하고 {\displaystyle DB}를 반지름으로 하는 원이 {\displaystyle AB}, {\displaystyle AC}의 연장선과 각각 {\displaystyle E}, {\displaystyle F}에서 만난다고 하자. 접현각의 크기는 원주각과 같으므로
{\displaystyle \angle E=\angle DBE=\angle ACB}
{\displaystyle \angle F=\angle DCF=\angle ABC}
이다. 또한 사각형 {\displaystyle AEDF}에서
{\displaystyle \angle EDF=360^{\circ }-\angle A-\angle E-\angle F=180^{\circ }}
이므로 {\displaystyle E}, {\displaystyle D}, {\displaystyle F}는 공선점이다. 따라서 삼각형 {\displaystyle AEF}는 삼각형 {\displaystyle ACB}와 닮음이다. 구체적으로, 삼각형 {\displaystyle AEF}를 {\displaystyle \angle A}의 이등분선에 대하여 반사시킨 뒤 다시 {\displaystyle A}를 중심으로 적절한 중심 닮음 변환을 가하면 삼각형 {\displaystyle ACB}를 얻는다. 이러한 변환은 닮음 변환이며, 특히 아핀 변환이므로 중점을 보존한다. {\displaystyle A}를 지나는 직선은 {\displaystyle A}를 중심으로 하는 중심 닮음 변환에 대하여 불변이므로 {\displaystyle AD}의 상은 자신의 등각 켤레선이다. {\displaystyle AD}는 삼각형 {\displaystyle AEF}의 중선이므로 {\displaystyle AD}의 등각 켤레선은 삼각형 {\displaystyle ACB}의 중선이다. 즉, {\displaystyle AD}는 삼각형 {\displaystyle ACB}의 대칭 중선이다.
삼각형 {\displaystyle ABC}의 내접원과 꼭짓점 {\displaystyle A}, {\displaystyle B}, {\displaystyle C}의 대변의 접점을 각각 {\displaystyle T_{A}}, {\displaystyle T_{B}}, {\displaystyle T_{C}}라고 하자. 그렇다면 삼각형 {\displaystyle ABC}의 내접원은 제르곤 삼각형 {\displaystyle T_{A}T_{B}T_{C}}의 외접원이다. 삼각형 {\displaystyle ABC}의 각 변은 삼각형 {\displaystyle T_{A}T_{B}T_{C}}의 외접원의 각 꼭짓점 {\displaystyle T_{A}}, {\displaystyle T_{B}}, {\displaystyle T_{C}}에서의 접선이며, 점 {\displaystyle A}, {\displaystyle B}, {\displaystyle C}는 접선들의 교점이다. 따라서 직선 {\displaystyle T_{A}A}, {\displaystyle T_{B}B}, {\displaystyle T_{C}C}는 삼각형 {\displaystyle T_{A}T_{B}T_{C}}의 대칭 중선이며, 그 교점인 제르곤 점은 대칭 중점이다.
삼각형 {\displaystyle ABC}의 한 꼭짓점 {\displaystyle A}를 지나는 대변의 수선의 중점 {\displaystyle M}과 대변의 중점 {\displaystyle M_{A}}를 잇는 직선은 대칭 중점 {\displaystyle K}를 지난다.:65, §7.4, (vii)
증명:
대칭 중점 {\displaystyle K}를 지나는 외접원의 꼭짓점 {\displaystyle B}에서의 접선의 평행선 {\displaystyle PQ}와 변 {\displaystyle AB}, {\displaystyle BC}의 교점을 각각 {\displaystyle P}, {\displaystyle Q}라고 하자. 대칭 중점 {\displaystyle K}를 지나는 외접원의 꼭짓점 {\displaystyle C}에서의 접선의 평행선 {\displaystyle RS}와 변 {\displaystyle AC}, {\displaystyle BC}의 교점을 각각 {\displaystyle R}, {\displaystyle S}라고 하자. 그렇다면 선분 {\displaystyle PQ}, {\displaystyle RS}는 제2 르무안 원의 두 지름이므로 사각형 {\displaystyle PRQS}는 직사각형이다. 직사각형의 변 {\displaystyle PS}, {\displaystyle QR}의 중점을 각각 {\displaystyle D}, {\displaystyle E}라고 하자. 그렇다면 {\displaystyle M}이 꼭짓점 {\displaystyle A}에서 내린 대변의 수선 {\displaystyle AH_{A}}의 중점이므로 {\displaystyle B}, {\displaystyle D}, {\displaystyle M}은 한 직선 위의 점이며, {\displaystyle C}, {\displaystyle E}, {\displaystyle M} 역시 한 직선 위의 점이다. 대칭 중점 {\displaystyle K}는 선분 {\displaystyle DE}의 중점이며 {\displaystyle M_{A}}는 선분 {\displaystyle BC}의 중점이므로 {\displaystyle M}, {\displaystyle K}, {\displaystyle M_{A}}는 한 직선 위의 점이다.
대칭 중점은 자기 자신의 수족 삼각형의 무게 중심이다.:72, §7.4, (x)

### 르무안 원
삼각형 {\displaystyle ABC}의 대칭 중점 {\displaystyle K}를 지나는 각 변 {\displaystyle BC}, {\displaystyle CA}, {\displaystyle AB}의 평행선 {\displaystyle ST}, {\displaystyle UP}, {\displaystyle QR}와 남은 두 변의 교점을 각각 {\displaystyle S}와 {\displaystyle T}, {\displaystyle U}와 {\displaystyle P}, {\displaystyle Q}와 {\displaystyle R}라고 하자. 그렇다면 6개의 점 {\displaystyle P}, {\displaystyle Q}, {\displaystyle R}, {\displaystyle S}, {\displaystyle T}, {\displaystyle U}는 한 원 위의 점이며, 그 중심은 대칭 중점 {\displaystyle K}와 외심 {\displaystyle O}를 잇는 선분 {\displaystyle KO}의 중점이다. 이 원을 삼각형 {\displaystyle ABC}의 제1 르무안 원(영어: first Lemoine circle)이라고 한다.:88, §9.2
마찬가지로, 삼각형 {\displaystyle ABC}의 대칭 중점 {\displaystyle K}를 지나는 각 변 {\displaystyle BC}, {\displaystyle CA}, {\displaystyle AB}의 평행선 {\displaystyle ST}, {\displaystyle UP}, {\displaystyle QR}와 남은 두 변의 교점을 각각 {\displaystyle S}와 {\displaystyle T}, {\displaystyle U}와 {\displaystyle P}, {\displaystyle Q}와 {\displaystyle R}라고 하자. 그렇다면 6개의 점 {\displaystyle P}, {\displaystyle Q}, {\displaystyle R}, {\displaystyle S}, {\displaystyle T}, {\displaystyle U}는 한 원 위의 점이며, 그 중심은 대칭 중점 {\displaystyle K}이다. 이 원을 삼각형 {\displaystyle ABC}의 제2 르무안 원(영어: second Lemoine circle)이라고 한다.:88, §9.2
증명:
대칭 중선은 반평행선을 이등분하므로
{\displaystyle SK=TK}
{\displaystyle UK=PK}
{\displaystyle QK=RK}
이다. 반평행선의 성질에 따라
{\displaystyle \angle KPS=\angle ACB=\angle KSP}
{\displaystyle \angle KQT=\angle CBA=\angle KTQ}
{\displaystyle \angle KRU=\angle BAC=\angle KUR}
이므로
{\displaystyle PK=SK}
{\displaystyle QK=TK}
{\displaystyle RK=UK}
이다.
제1·제2 르무안 원은 터커 원의 특수한 경우이다.